# Cal·ló d'Epidaure
Cal·ló (grec antic: Κάλλων, llatí: Callon) fou un orfe que va viure a Epidaure vers el 350 aC. Sempre fou considerat una noia, i es va casar i va viure amb el seu marit durant dos anys; llavors va caure molt malalta i els metges es van adonar que en realitat era un home, i van descriure el cas com un fenomen d'androgínia. El cas és descrit per Diodor de Sicília i fou considerat interessant pels metges tot i que era un cas força estrany.